# Stellette militari

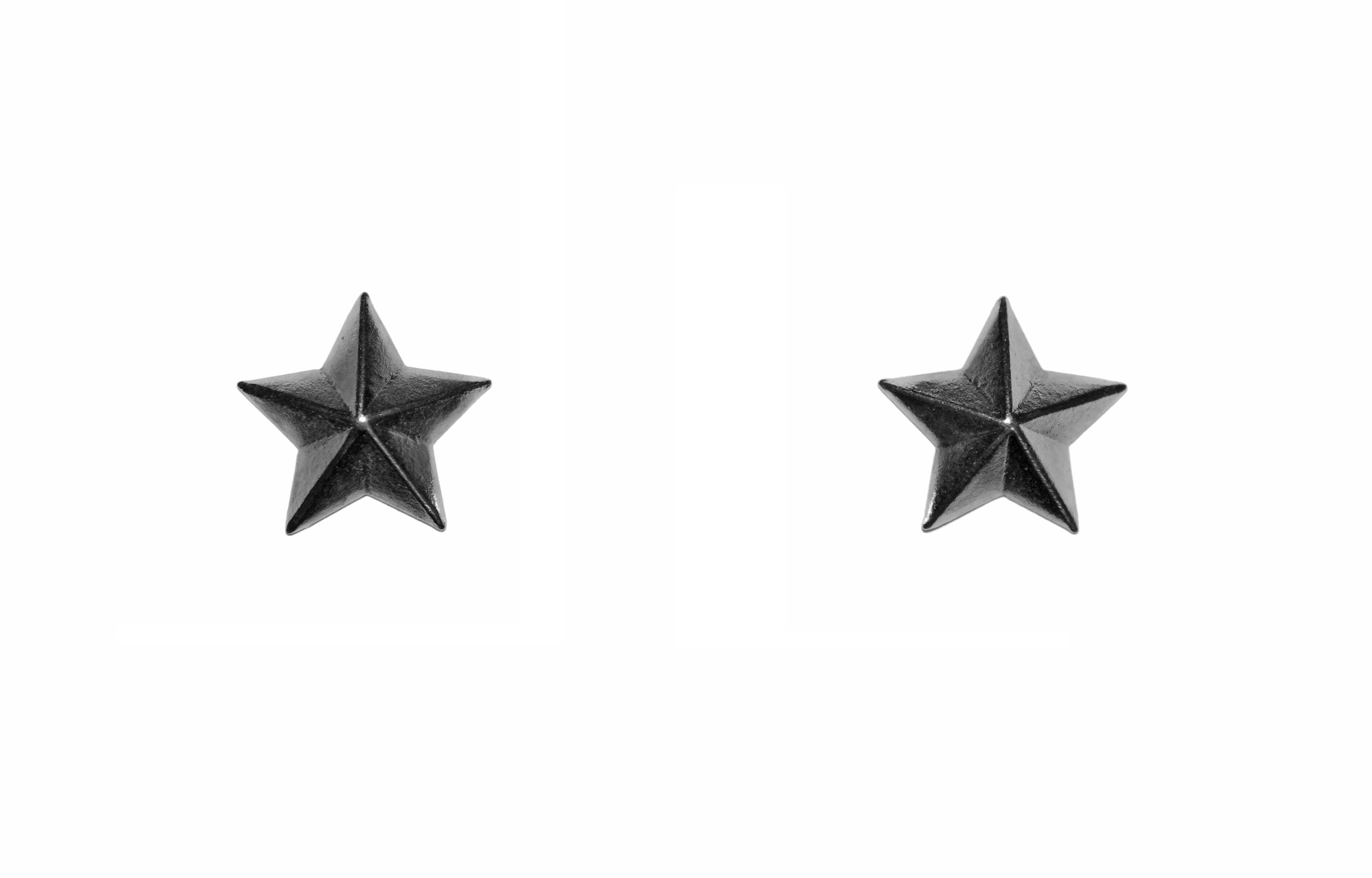
Stellette militari, in metallo, a spilla

Le stellette militari sono un tipico ornamento utilizzato sulle divise delle forze armate italiane: secondo quanto prescritto dal regolamento di disciplina militare italiano, sono piccole stelle a cinque punte indossate su tutte le uniformi del personale militare e portate sul bavero e sul colletto nelle forme, nei colori e nei materiali indicati nei regolamenti sull'uniforme di ogni forza armata. L'uso improprio delle stellette costituisce mancanza disciplinare. Le stellette militari richiamano il più antico simbolo patrio italiano: la Stella d'Italia.
Mancano documenti che spieghino la ragione per cui la stella a cinque punte o pentalfa è divenuta il simbolo unitario delle forze armate italiane. Già prima del 1871, gli ufficiali d'ordinanza del re e dei principi portavano nel bavero una stella a sei punte; in quasi tutti gli eserciti le stelle a cinque, a sei o a otto punte, furono e sono tuttora indossate quali distintivi di grado.
Da maggio 2014 è in uso una nuova tipologia di uniforme da combattimento e servizio vegetata per le Forze Armate italiane, con un nuovo taglio e una particolare modifica sul bavero. Sono apportate le stellette ricamate in colore marrone direttamente sul tessuto vegetato del bavero stesso, addirittura anche su velcro.

## Le stellette nell'Esercito Italiano
Le stellette a cinque punte sul bavero delle uniformi dell'Esercito Italiano furono previste per la prima volta per gli ufficiali di fanteria nel 1871.
Poco dopo, nello stesso anno, venne esteso l'uso delle stellette anche per gli ufficiali di stato maggiore, dei Bersaglieri, dell'artiglieria e del genio militare.
Il 2 settembre 1871, un regio decreto prevedeva il fregiarsi delle stellette sulla divisa da parte degli ufficiali di cavalleria, venne inoltre prescritto che sul berretto il fregio fosse composto da una stella, la quale doveva contenere il numero del reggimento, il tutto sormontato dalla corona reale; vennero a tal punto introdotte le stellette a cinque punte sul bavero. Nell'ottobre 1871 furono infine prescritte le stellette d'oro sul bavero delle giubbe dei generali.
Le stellette furono estese a tutto il personale militare italiano con regio decreto nº 571 del 13 dicembre 1871 a firma del ministro Cesare Ricotti-Magnani. L'articolo 1 stabiliva infatti:
Da questa data le stellette divennero il segno distintivo del militare italiano in attività di servizio, di qualsiasi grado, arma e corpo.
Portate in metallo o ricamate sui baveri delle giubbe e dei cappotti, le stellette completarono le mostreggiature dei reggimenti di Fanteria e Cavalleria e di tutte le Armi e Corpi dell'Esercito. Realizzate in alluminio, a rilievo opache, oppure lisce e lucenti, nel corso della seconda guerra mondiale, per penuria dei materiali necessari alla loro produzione, furono affiancate e sostituite ovunque possibile dalla versione in filato di tessuto che ancor'oggi portata sul bavero delle tute mimetiche. Oggi le stellette in metallo completano le mostreggiature utilizzate sui colletti di uniforme estiva e invernale da servizio e libera uscita (eventualmente su colletto della camicia estiva se indossata senza giacca (militari truppa) e su quello della camicia invernale se indossata con il maglione collo a V) per militari di grado sino a quello di colonnello mentre le stellette metalliche singole sono utilizzate sui colletti di uniforme di servizio e libera uscita per militare di grado generale (che non utilizzano mostrine) o sul colletto del soprabito da indossare sopra la suddetta uniforme per militari di tutti i gradi. Precedentemente all'introduzione del modello di mimetismo "vegetato"  (2004 ed anni successivi) sul colletto delle uniformi di servizio e combattimento (SCBT) di colore verde NATO (mod. Roma 75 per tutti e Roma 90 nelle due versioni senza spalline e con spalline, cosiddetta "sperimentale", utilizzate da inizio anni 90 sino al 1994 circa) o Policrome (mod. Roma 87 cosiddetta " Monteromano" utilizzata dalla Brigata Folgore sino al 1992-93 e Roma 92 utilizzata da tutti i reparti dal 1994 al 2004), delle uniformi SCBT desertiche mod. Roma 92 (cosiddetta "Somalia" utilizzata sino al 2004 circa), delle giacche a vento di colore verde NATO, dell'impermeabile da campagna e altri capi analoghi di colore verde NATO, della giacca impermeabile policroma (1992-2004), per tutti i gradi venivano cucite stellette bianche su sfondo stoffa verde. Dall'introduzione del mimetismo "vegetato" (anno 2004 e successivi) per tutte le uniformi di "servizio e combattimento (SCBT) si passò a stellette di colore marrone su sfondo beige e poi a stellette ricamate direttamente sul colletto.

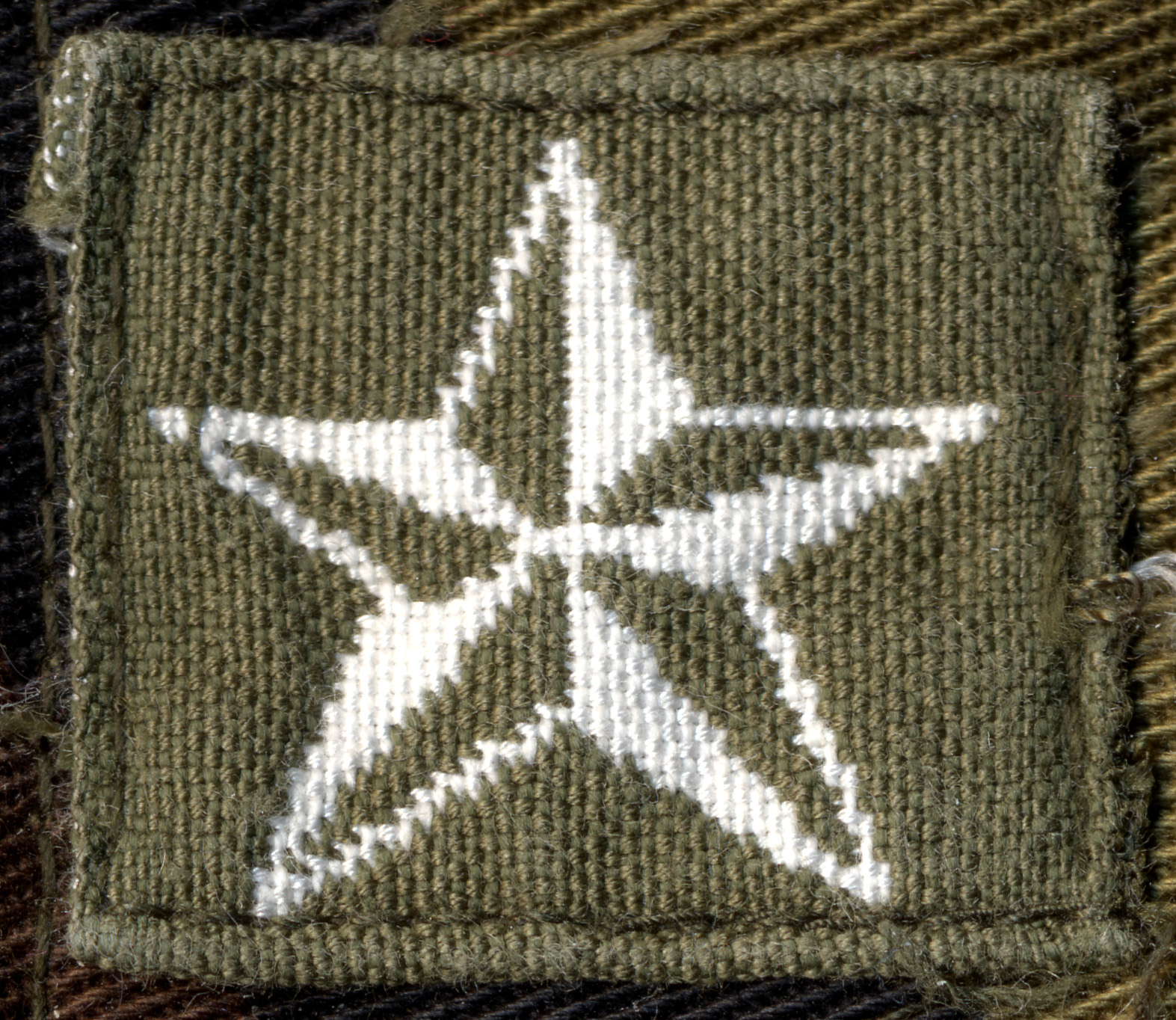
Stelletta ricamata per mimetica modello SCBT ed altri capi da servizio e combattimento di colore verde Nato o policromo usati precedentemente l'introduzione del mimetismo "vegetato" (2004)
Stelletta ricamata sul nuovo modello di mimetica vegetata
Stelletta ricamata per mimetica vegetata
Stelletta ricamata per giacca vegetata da neve
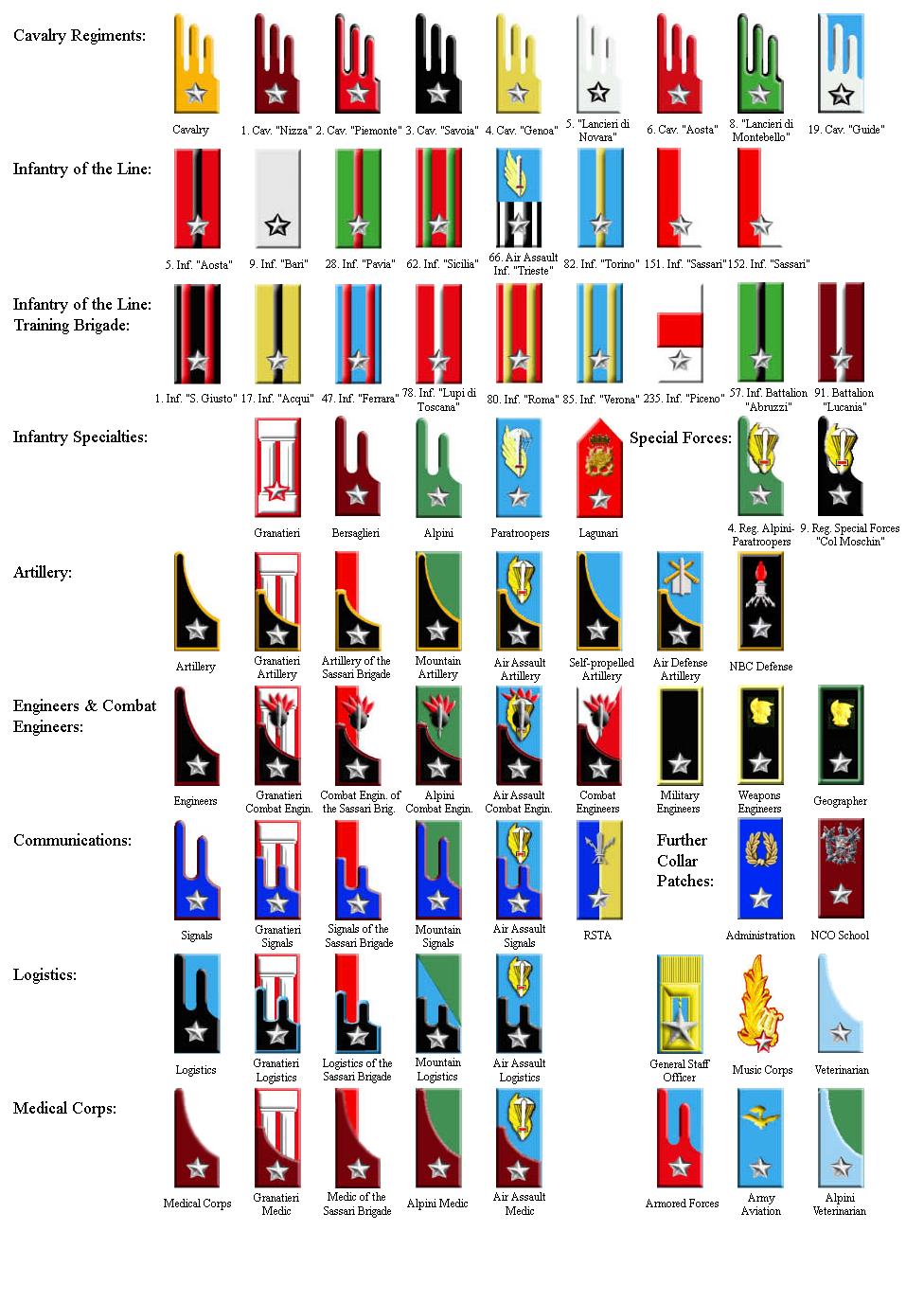
Stellette su mostreggiature
Stelletta metallica per Ufficiali Generali
Stelletta per tuta da volo reparti Aves

## Le stellette nell'Aeronautica Militare

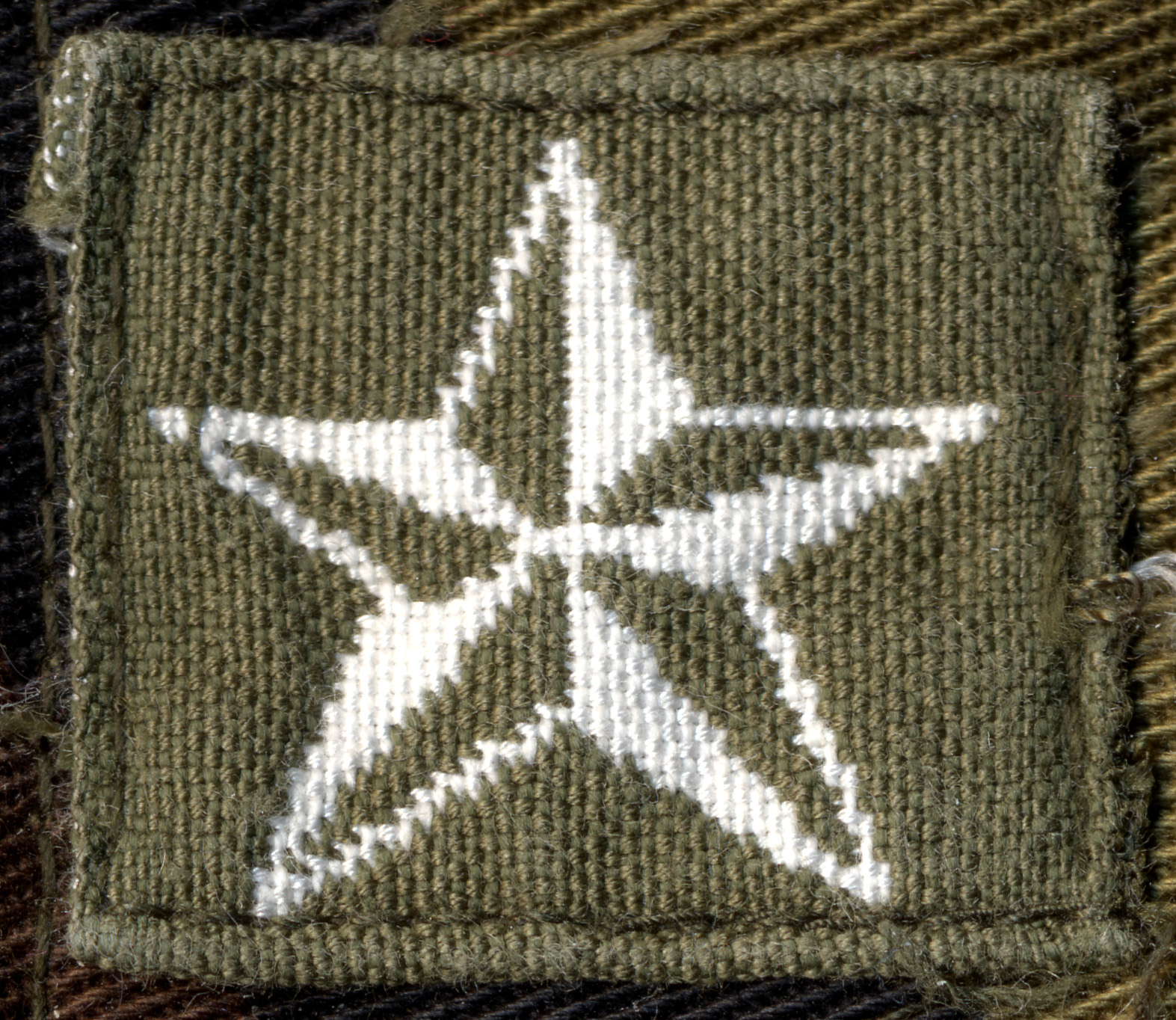
Stelletta ricamata per mimetica modello 1992 (non più in uso)
Stelletta ricamata sul nuovo modella di mimetica vegetata
Stelletta ricamata per mimetica vegetata
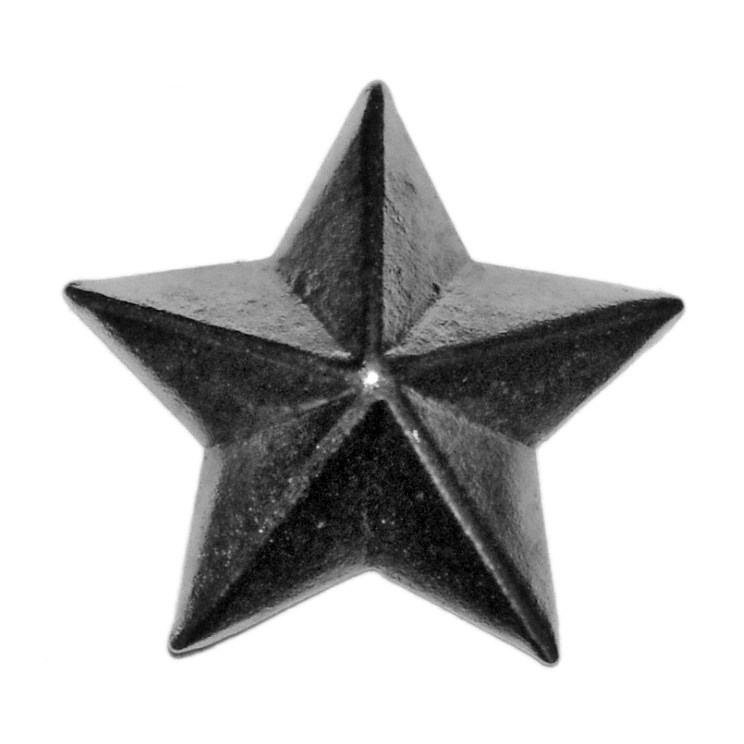
Stelletta metallica a spilla per il personale di truppa e per i sottufficiali
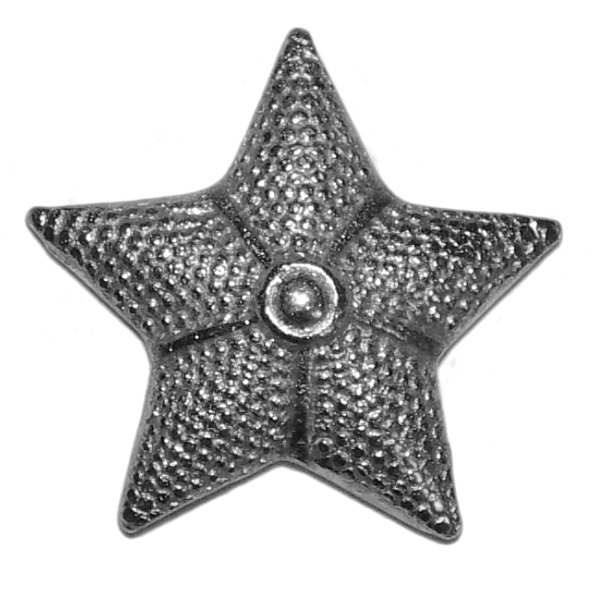
Stelletta metallica a spilla per gli ufficiali
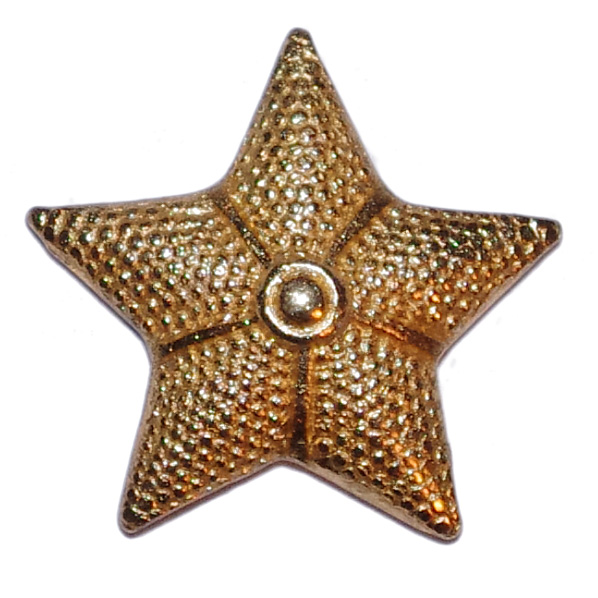
Stelletta metallica a spilla per gli ufficiali generali
Stelletta per tuta da volo
Stelletta per tuta da volo PAN

## Le stellette nella Marina Militare

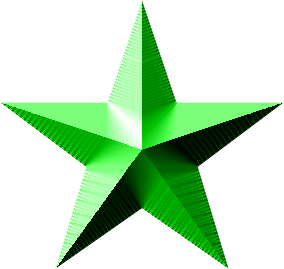
Stelletta per mimetica Btg. San Marco
Stelletta ricamata sul nuovo modella di mimetica vegetata
Stelletta metallica per Truppa e Sottufficiali in S.E.B.
Stelletta metallica per Ufficiali in S.E.B.
Stelletta metallica per Ufficiali in G.U.E.
Stelletta metallica per Ammiragli in G.U.E.
Stelletta per tuta da volo reparti aerei

## Le stellette nell'Arma dei Carabinieri

Stelletta plastificata per giacca a vento
Stelletta metallica per cappotto
Stelletta metallica su alamare
Stelletta metallica su alamare mimetico
Stelletta ricamata su alamare per uniforme da gala

## Le stellette nella Guardia di Finanza

Stelletta metallica su mostrina

## Le stellette nel Corpo militare della Croce Rossa Italiana
Secondo quanto sancito dal D.P.R. 15 marzo 2010, n. 90: art. 720, Le stellette a cinque punte, distintivo peculiare dell'uniforme militare, sono il simbolo comune dell'appartenenza alle Forze armate.

Stelletta ricamata sul nuovo modello di mimetica vegetata
Stelletta ricamata per mimetica vegetata
Stelletta su Mostrina per personale d'assistenza
Stelletta su Mostrina per ufficiali medici
Stelletta su Mostrina per ufficiali chimico-farmacisti
Stelletta su Mostrina per ufficiali odontoiatri
Stelletta su Mostrina per ufficiali psicologi
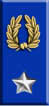
Stelletta su Mostrina per ufficiali commissari

## Le stellette nel Corpo delle Infermiere Volontarie della Croce Rossa Italiana
Le Infermiere Volontarie della Croce Rossa Italiana non si fregiano delle stellette sul bavero, ma indossano le medesime nei gradi funzionali. In base all'art. 987 del D.P.R. n. 90/2010: Le infermiere volontarie della Croce rossa italiana quando prestano servizio presso formazioni o enti militari, sono assimilate al grado di ufficiale.
La gerarchia delle infermiere nei riguardi dei rapporti di dipendenza disciplinare, organizzativa e di mobilitazione tra il personale femminile dell'Associazione è ordinata nel modo seguente:

a) vice-ispettrice nazionale - colonnello;

b) segretario generale dell'ispettrice nazionale - tenente colonnello;

c) ispettrice di centro di mobilitazione - maggiore;

d) vice-ispettrice di centro di mobilitazione e ispettrice di comitato - capitano;

e) vice-ispettrice di comitato - tenente;

f) infermiera volontaria - sottotenente.

Le allieve infermiere volontarie non hanno assimilazione di grado militare, ma ai fini dei trattamenti, tra l'altro, di mensa, alloggio e condizioni di viaggio, sono equiparate agli allievi delle accademie militari. L'ispettrice nazionale è al di fuori di ogni equiparazione o assimilazione di grado.

Stellette metallica su gradi per Infermiere Volontarie CRI

## Le stellette nel Corpo militare dell'ACISMOM

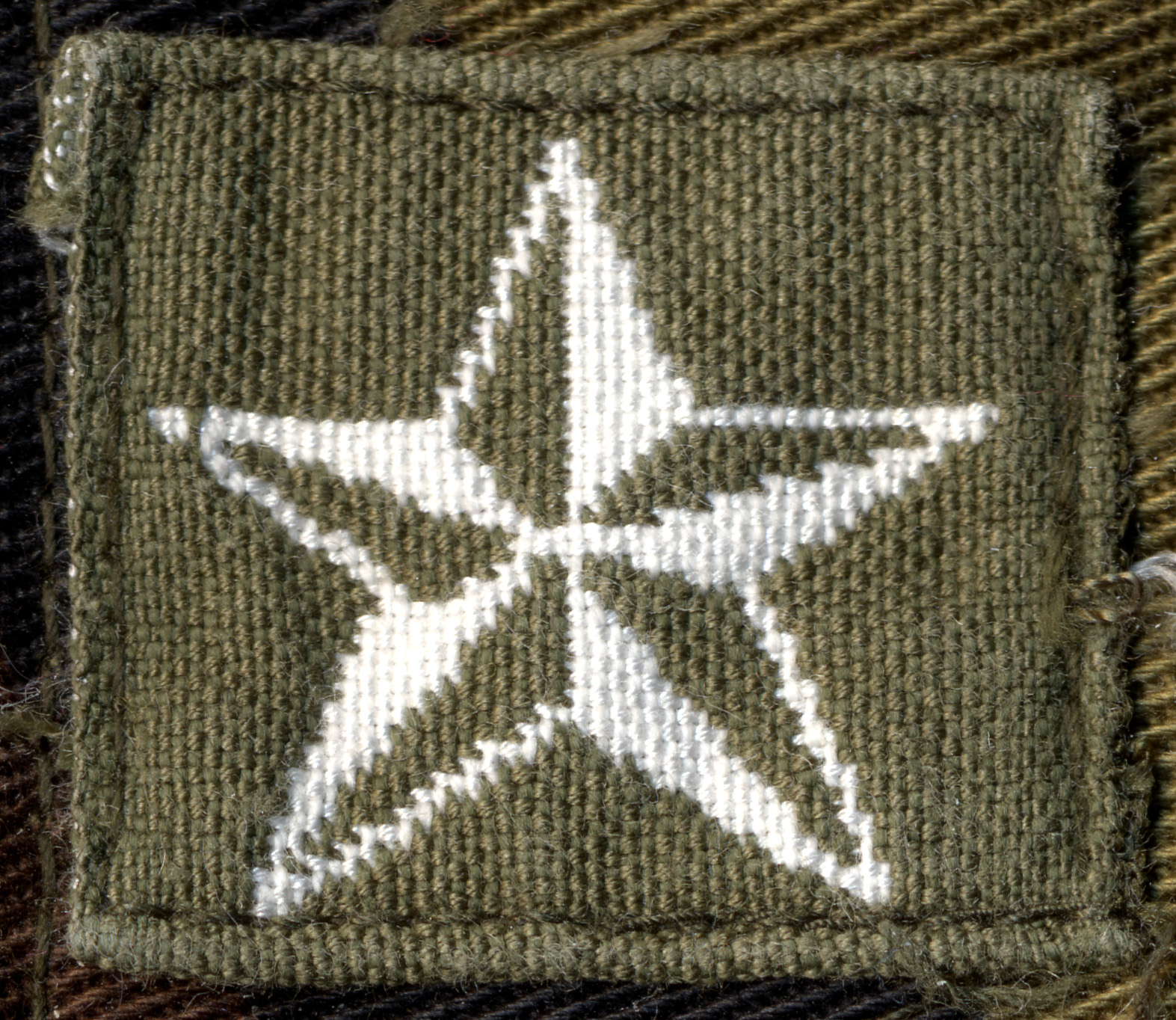
Stelletta ricamata per mimetica modello 1992 (in uso solo per impermeabile)
Stelletta ricamata sul nuovo modella di mimetica vegetata
Stelletta ricamata per mimetica vegetata

Stelletta metallica su mostrina ACISMOM
Stelletta metallica su mostrina Ufficiali ACISMOM